# Ruth Aaronson Bari
 Ruth Aaronson Bari (* 17. November 1917 in New York City, USA; † 25. August 2005 in Rockville, Maryland) war eine amerikanische Mathematikerin und Hochschullehrerin. Sie unterrichtete bis zu ihrer Pensionierung 1988 an der George Washington University und forschte in der Graphentheorie, insbesondere im Bereich der chromatischen Polynome.

## Leben und Werk
Bari war die jüngere von zwei Töchtern der polnisch-jüdischen Einwanderer in die USA Becky Gursky und Israel Aaronson und wuchs in Brooklyn auf. Sie studierte am Brooklyn College und erwarb 1939 ihren Bachelor in Mathematik. 1940 heiratete sie den Ingenieur Arthur Bari und erhielt 1943 erhielt ihren Master of Arts an der Johns Hopkins University. Sie hatte sich ursprünglich für das Doktorandenprogramm eingeschrieben, gab dann aber ihr weiteres Studium auf, als die Universität Frauen vorschlug, den aus dem Zweiten Weltkrieg zurückkehrenden Männer den Vorrang zum Studieren zu geben. Sie verbrachte die nächsten zwei Jahrzehnte mit der Familie. 
Sie bewarb sich dann an der Johns Hopkins University, an der sie die Kursarbeit für einen Master-Abschluss wiederholen musste, um sicherzustellen, dass sie die Voraussetzungen für eine Promotion besaß. Sie promovierte 1966 bei Daniel Clark Lewis, Jr. mit der Dissertation: Absolute Reducibility of Maps of at Most 19 Regions. In ihrer Dissertation untersuchte sie chromatische Polynome und die Birkhoff-Lewis-Vermutung. Nach ihrem Abschluss lud der Mathematiker William Tutte sie ein, zwei Wochen lang Vorlesungen über ihre Arbeit an der University of Waterloo in Kanada zu halten. Ihre Arbeiten auf den Gebieten der Graphentheorie und Homomorphismen und insbesondere der chromatischen Polynome wurden als einflussreich anerkannt.
In den frühen 1970er Jahren nutzte sie ein Stipendium der National Science Foundation, um an einem Masterstudium-Programm in teaching mathematics teilzunehmen. Sie lehrte dann an der George Washington University und wurde in wenigen Jahren zur ordentlichen Professorin befördert.
Während ihrer Lehrkarriere beteiligte sie sich an einer erfolgreichen Sammelklage gegen die George Washington University, in der gegen Ungleichheiten bei der Beförderung und Bezahlung weiblicher Fakultätsmitglieder protestiert wurde. Sie ging 1988 in dem gesetzlich vorgeschriebenen Alter von 70 Jahren mit der Auszeichnung einer emeritierten Professorin in den Ruhestand. Seit 1963 lebte sie in Silver Spring, Maryland und war zum Zeitpunkt ihres Todes 87 Jahre alt.
Ihre drei Töchter wurden auch auf ihren Gebieten einflussreich. Gina Kolata lehrt an der Princeton University und an der Yale University. Judi Bari war eine Umweltaktivistin und Feministin, die ein Attentat überlebte. Martha Bari ist Kunsthistorikerin am Institut für Kunst und Archäologie am Hood College.

## Veröffentlichungen (Auswahl)
- mit Frank Harary: Graphs and Combinatorics; Proceedings. Lecture Notes in Mathematics (Berlin), 406. Springer-Verlag, 1974, ISBN 9783540068549.